# Rudolf Diesel
Rudolf Christian Karl Diesel (18. března 1858, Paříž – 30. září 1913, Lamanšský průliv) byl německý konstruktér a vynálezce, známý především díky svému motoru.

## Mládí
Narodil se v Paříži do rodiny bavorských vystěhovalců. Roku 1870 byla rodina přinucena odjet do Anglie, protože začala prusko-francouzská válka. Jistou dobu tedy žil v Londýně, odkud byl poslán do Augsburgu, rodného města svého otce, aby zde pokračoval ve studiu na průmyslové škole. Pět let žil v rodině svého strýce, který byl profesorem na obchodní škole. V roce 1875 začal studovat na technice v Mnichově, inženýrský diplom získal v roce 1880. 

## Kariéra
Jako velmi schopný student byl představen Carlu von Lindemu, inženýrovi, který se specializoval na projektování a produkci chladicích zařízení. V roce 1880 začal pracovat v Lindeho pařížské firmě. Jeho úkolem bylo teoretické zdokonalení spalovacího motoru při využití Carnotova cyklu. Věnoval tomuto problému mnoho času, prováděl pokusy s použitím amoniaku jako paliva.
V roce 1883 se Rudolf Diesel oženil s Marthou Flascheovou, dcerou notáře z Remscheidu. V roce 1884 se narodil první syn Rudolf, v roce 1885 dcera Hedvika, v roce 1889 druhý syn Eugen.
V roce 1890 se stal inženýrem v Lindeho firmě v Berlíně.

### Vylepšení spalovacího motoru

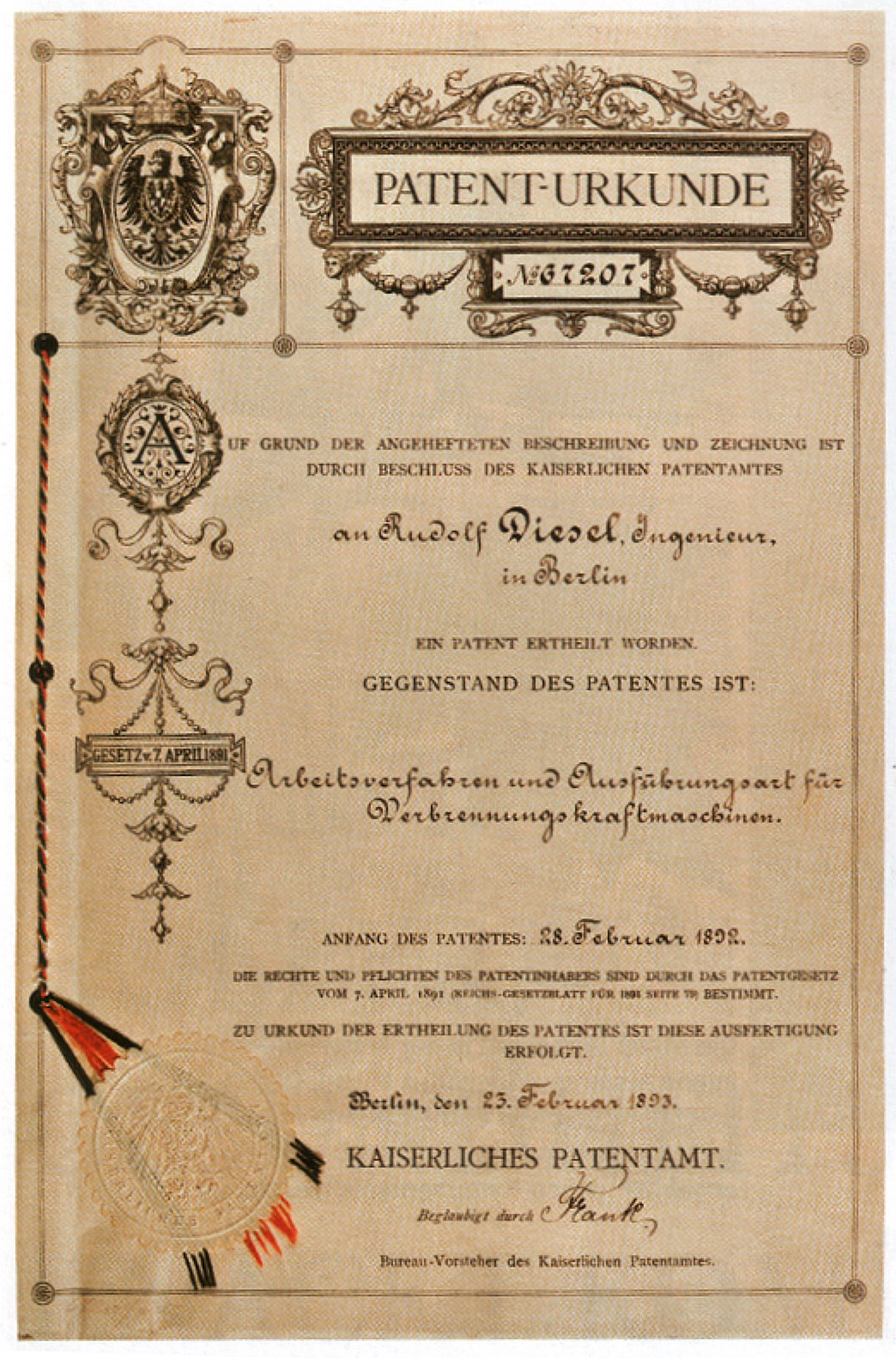
Patentová listina z roku 1893

V dalším období pracoval na vylepšení spalovacího motoru. Výsledkem byl patent, který obdržel v roce 1892, v následujícím roce vydal pak tiskem práci Teorie a konstrukce ekonomického spalovacího motoru, vysvětlující podstatu jeho myšlenky. Jeho publikovaná práce zaujala Ottu Kellera, který již dříve publikoval princip fungování motoru, a tak se Diesel dostal do sporu s Kellerem. Po dlouhém vyjednávání se nakonec dohodl s Kellerem a nabídl mu jako kompenzaci 3000 německých marek ročně za poradenskou smlouvu, když Keller ustoupí od patentového sporu. Sám Diesel uznal, že myšlenku Kellera dotáhl do zdárného konce. Po urovnání sporu Diesel cestoval po celém světě a prodával licence na svůj motor, během krátké doby se tak stal milionářem. Několikrát odmítl nabídku námořnictva s odůvodněním, že jeho motor není k dispozici pro válečné účely. Diesel chtěl, aby jeho motor sloužil jako pohon pro obchodní plavidla.

### Vynález vznětového motoru
Po neúspěšných pokusech se spalovacím motorem na uhelný prach začal vyrábět série stále lepších modelů ve strojírnách Maschinenfabrik z Augsburgu s finanční podporou firmy Krupp. V květnu 1895 poprvé použil jako palivo petrolej. V roce 1897 zkonstruoval vysokotlaký spalovací pístový motor se samočinným zážehem, vyvolaným stlačením vzduchu do 3,5 Mpa. Byl to jeho největší úspěch. Tento typ vysokotlakého motoru, od té chvíle nazývaný Dieselův motor nebo jednoduše diesel, pracoval na tekuté těžké palivo (hnací olej). K zážehu paliva docházelo po jeho vytrysknutí do spalovací komory od zahřátého vzduchu v důsledku stlačení. V tomtéž roce se mu podařilo motor vylepšit tak, aby využíval tepelnou energii na 26 %, tedy dvakrát účinněji než v té době nejlepší parní stroj.
Diesel zahájil celosvětovou kampaň na propagaci svého vynálezu a jeho uvedení do praxe. Jednal s výrobci v Anglii, Skotsku, Švýcarsku, Americe, Francii, Švédsku. Dne 1. ledna 1898 byla založena továrna na dieselové motory v Augsburgu, v září 1898 vznikla Všeobecná společnost pro vznětové motory. Ve stejném roce postavila společnost Diesel Motor Company of America první vznětové motory ve Spojených státech a první vznětový motor Sulzer ve Švýcarsku. V letech 1896–1897 Rudolf Diesel také dočasně pracoval v továrně v Leobersdorfu, aby představil vznětový motor v Rakousku-Uhersku. Sériově je začala vyrábět strojírna ve Štýrském Hradci v roce 1899 na základě licence jako první v Rakousku.
Kvůli chronickému vyčerpání byl Diesel na podzim roku 1898 několik měsíců léčen v sanatoriu Neuwittelsbach u Mnichova. Sepisoval knihy o novém společenském řádu a novém náboženství. V roce 1903 vydal knihu s názvem Solidarismus: Přirozené ekonomické vykoupení člověka.
Po dalších úpravách byl jeho motor roku 1900 vyznamenán na světové výstavě v Paříži Velkou cenou. Na základě tohoto úspěchu uzavřely s Dieselem smlouvu kodaňské loděnice a v Londýně založena společnost Diesel Engine Company. Stal se z něho boháč, ale musel také čelit mnoha soudním žalobám kvůli patentovým sporům.
Poslední léta svého života věnoval Diesel konstrukci motoru pro potřeby mořeplavby, ačkoliv ho trápilo zdraví. Nedařilo se mu ani i ekonomicky – brilantní inženýr neměl talent na to, aby byl obchodníkem. Neúspěšně spekuloval na burze, podvodný makléř s pozemky ho připravil o velké peníze. V roce 1911 byla továrna na dieselové motory v Augsburgu rozpuštěna.
Roku 1911 byla v Kodani spuštěna na vodu loď Selandia se dvěma osmiválcovými čtyřtaktními Dieselovými motory, které sloužily spolehlivě až do roku 1942. Vysoké technické přednosti tohoto motoru a také použití nafty jako paliva způsobily jeho rychlé rozšíření v průmyslu a dopravě.

## Smrt
Zemřel za nevyjasněných okolností při plavbě na lodi Dresden z Antverp do Anglie. Jeho tělo bylo nalezeno námořníky ve značném stádiu rozkladu, byl identifikován podle nalezených věcí. Spekulace o sebevraždě jsou spíše nepodložené a nepravděpodobné, jelikož Diesel nezanechal žádný dopis na rozloučenou. Byl ovšem neoblíben u zástupců německého císařského námořnictva, kteří se snažili získat technický náskok nad anglickým loďstvem, zatímco Diesel chtěl svým vynálezem pomoci lidstvu, které měl osvobodit od chudoby.

## Ocenění
Kromě samotného motoru se Dieselovým jménem běžně nazývá i palivo do něj používané (motorová nafta). Podle motoru si přezdívku Diesel zvolila řada sportovců, zápasníků apod., také akční hvězda Vin Diesel, módní značka Diesel aj.
28. července 1999 byla na počest Rudolfa Diesela pojmenována planetka hlavního pásu Diesel s katalogovým číslem 10093, kterou objevil 18. listopadu 1990 belgický astronom Eric Walter Elst na observatoři La Silla v Chile. Na jeho počest je od roku 1953 německým Institutem pro vynálezy udělována Medaile Rudolfa Diesela.